# Iconoclast
Iconoclast är det åttonde studioalbumet av det amerikanska progressive metal-bandet Symphony X, utgivet 17 juni 2011 i Europa och 21 juni 2011 i USA av skivbolaget Nuclear Blast.

## Låtlista
1. "Iconoclast" – 10:53
2. "The End of Innocence" – 5:29
3. "Dehumanized" – 6:49
4. "Bastards of the Machine" – 4:58
5. "Heretic" – 6:26
6. "Children of a Faceless God" – 6:22
7. "Electric Messiah" (text: Allen) – 6:15
8. "Prometheus (I Am Alive)" – 6:48
9. "When All Is Lost" – 9:10

Text: Russell Allen och Michael Romeo (där inget annat anges)
Musik: Michael Romeo

## Medverkande
Symphony X-medlemmar
- Russell Allen – sång
- Michael Romeo – gitarr, keyboard
- Michael Pinnella – piano, keyboard
- Mike LePond – basgitarr
- Jason Rullo – trummor

Produktion
- Michael Romeo – producent, ljudtekniker
- Jens Bogren – ljudmix, mastering
- Eric Rachel – tekniker
- Warren Flanagan, Peter Ruttan – omslagsdesign, omslagskonst